# درک واتسن
درک واتسن (انگلیسی: Derrick Watson؛ زادهٔ ۱۹۶۶ (۵۸–۵۹ سال)) قاضی فدرال ایالات متحده دادگاه ناحیه‌ای ایالات متحده برای ناحیه هاوایی است. او که بومی هاوایی است، در کالج هاروارد و مدرسه حقوق هاروارد تحصیل کرد و به سپس به کار حقوقی در سان فرانسیسکو پرداخت. او چندین سال به عنوان دادستان فدرال در کالیفرنیا و هاوایی کار کرد و سپس رئیس بخش مدنی دفتر دادستان ایالات متحده برای ناحیهٔ هاوایی شد. او که در سال ۲۰۱۳ از سوی رئیس‌جمهور باراک اوباما به قضاوت منصوب شد، پس از تأیید مجلس سنای ایالات متحده آمریکا شروع به کار کرد. واتسون چهارمین قاضی فدرال هاواییایی بومی در تاریخ آمریکا و تنها بومی هاوایی است که هم‌اکنون مشغول به کار است.
واتسن جی دی خود را در سال ۱۹۹۱ از مدرسه حقوق هاروارد دریافت کرد. باراک اوباما و نیل گرساچ نیز در همان سال از حقوق هاروارد فارغ‌التحصیل شدند.